# 蔵王堂城
蔵王堂城（ざおうどうじょう）は、現新潟県長岡市西蔵王の金峯神社及び安禅寺の位置にあった日本の城。長岡市指定史跡。

## 歴史・沿革

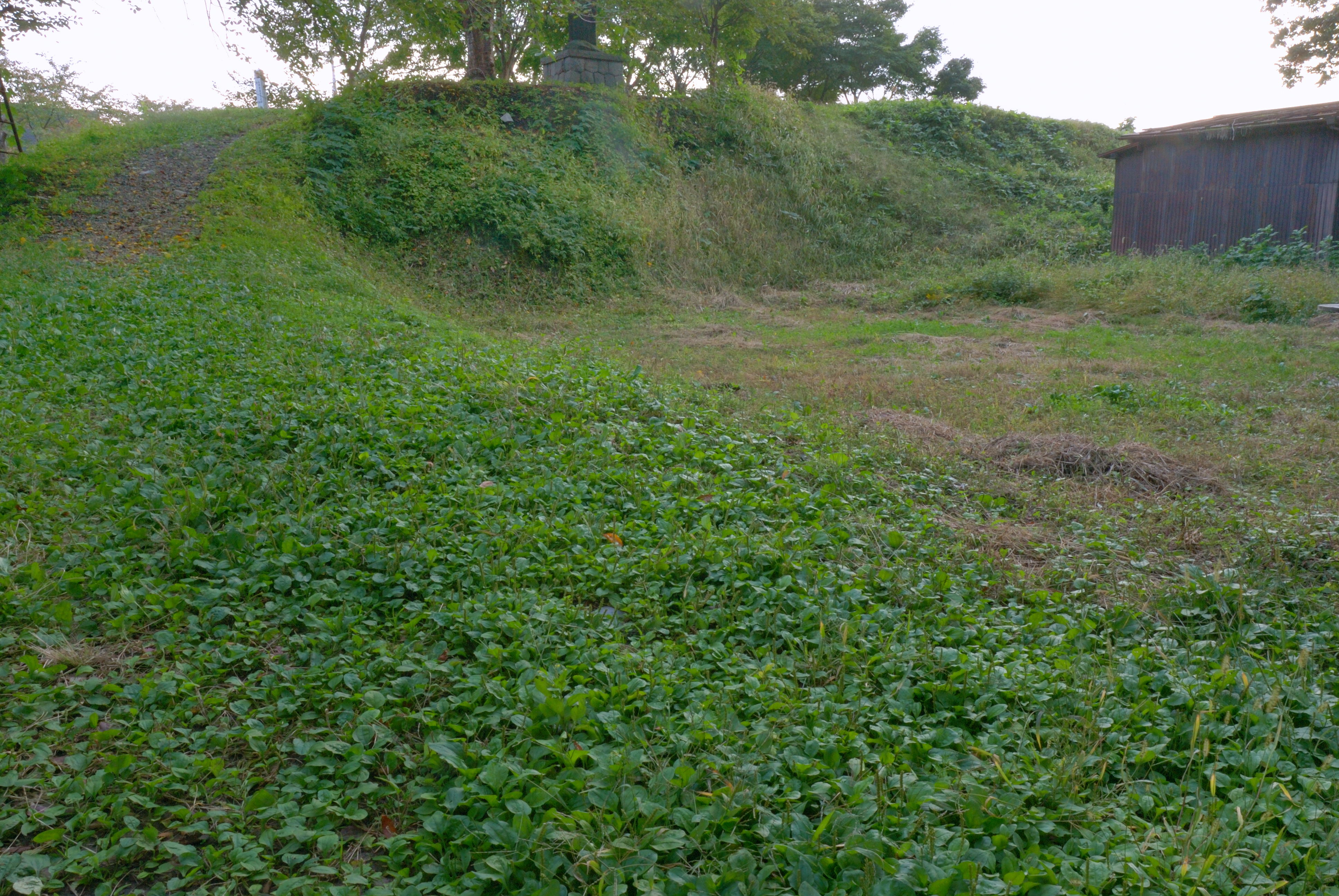
蔵王堂城 土塁

南北朝時代、蔵王権現を奉る蔵王堂に北朝方の中条氏が本陣を構え、実質的な城（砦）となる。1352年（正平7年）には南朝方の風間信昭らに攻撃されている。
後に上杉謙信へと続く古志長尾家の長尾景晴が入るも、4代後の孝景の代に栖吉城に移る。
その後、長尾為重（謙信の叔父）が蔵王堂脇に本格的な城郭として縄張りし、会津移封までは上杉家及びその家臣が治める。
上杉家が会津へ移封された後は春日山城に入府した堀秀治の弟、堀親良が入り、蔵王堂藩の初代藩主となる。なお、蔵王堂藩は養子、堀鶴千代が坂戸藩の堀直寄の後見の元に継ぐのだが、9歳で亡くなった為に断絶。坂戸藩に編入される。
堀直寄は飯山藩へ転封され、松平忠輝臣下の山田勝重（忠輝の従兄弟）が入城。この時は藩としての復活はなく、福嶋藩（高田藩）の属領扱いだった。

蔵王堂城跡に建つ堀直寄銅像

忠輝が大坂夏の陣の不手際により改易されると堀直寄が蔵王堂城主として戻り、蔵王堂藩が復活する。
堀直寄は以前の統治時代に開始し転封により中断していた長岡城建築を進め、長岡城完成と共に移動した為に蔵王堂城は廃城となり、蔵王堂藩は長岡藩へと移行する。
長岡移転は蔵王堂城が信濃川のすぐ脇にあった為、水害により城の一部が侵食される程の被害を度々受け、城の維持が難しかった為である。